# Gib Grossac
Gib Grossac est un acteur français né Pierre Giboyau à Landau (Allemagne) le 29 juin 1927 et mort à Saclay (Essonne) le 4 octobre 1980.
Il est surtout connu pour son interprétation du bagnard en cavale "le Tigre" aux côtés de Fernand Raynaud, dans le film Le Mouton, de Pierre Chevalier, sorti en 1960.

## Filmographie

### Cinéma
- 1956 : Comme un cheveu sur la soupe de Maurice Regamey : le nouveau fiancé de Wanda
- 1956 : Reproduction interdite de Gilles Grangier : le Brésilien
- 1956 : La Terreur des dames de Jean Boyer
- 1957 : Les Aventuriers du Mékong de Jean Bastia : Bago
- 1957 : Le Captif de Maurice Labro : le planteur
- 1958 : Les Amants de Louis Malle
- 1958 : Le Joueur de Claude Autant-Lara : un joueur
- 1958 : Les Motards de Jean Laviron : l'espion qui mange des bananes
- 1958 : Les Tripes au soleil de Claude Bernard-Aubert
- 1959 : Détournement de mineures de Walter Kapps
- 1959 : Les Héritiers de Jean Laviron
- 1960 : L'Amant de cinq jours de Philippe de Broca
- 1960 : Candide ou l'Optimisme du XXe siècle de Norbert Carbonnaux : le chef des eunuques
- 1960 : Le Mouton de Pierre Chevalier
- 1960 : Terrain vague de Marcel Carné
- 1962 : Le Chevalier de Pardaillan de Bernard Borderie
- 1963 : Le Captif de Maurice Labro
- 1964 : La Bonne Soupe de Robert Thomas
- 1969 : Les Patates de Claude Autant-Lara : Saingery
- 1971 : L'Odeur des fauves de Richard Balducci : le directeur du journal
- 1973 : Les Quatre Charlots mousquetaires d'André Hunebelle : Porthos, un mousquetaire
- 1973 : Le Grand Bazar de Claude Zidi
- 1973 : L'Oiseau rare de Jean-Claude Brialy
- 1974 : Marseille contrat de Robert Parrish : Fournier
- 1975 : Rosebud d'Otto Preminger

### Télévision
- 1958 : En votre âme et conscience, épisode : Un combat singulier ou l'Affaire Beauvallon de Jean Prat
- 1959 : En votre âme et conscience, épisode : Les Frères Rorique ou l'Enigme des îles de Jean Prat
- 1970 : Les Aventures de Zadig de Claude-Jean Bonnardot
- 1973 : La Maîtresse de Jules Renard, réalisation François Gir
- 1975 : Les Grands Détectives, série, épisode L'inspecteur Wens : Six hommes morts de Jacques Nahum

## Théâtre
- 1955 : Le Quai Conti de Guillaume Hanoteau, mise en scène René Dupuy, Théâtre Gramont
- 1958 : Papa Bon Dieu de Louis Sapin, mise en scène Michel Vitold, Théâtre de l'Alliance française
- 1959 : Trésor party de Bernard Régnier d'après un roman de Wodehouse, mise en scène Christian-Gérard, Théâtre La Bruyère
- 1965 : Pantagleize de Michel de Ghelderode, mise en scène René Dupuy, Théâtre Gramont
- 1970 : La Puce à l'oreille de Georges Feydeau, mise en scène Jacques Charon, Théâtre des Célestins
- 1974 : The Tour de Nesles d'Alec Pierre Quince d'après Alexandre Dumas, mise en scène Archibald Panmach,   Théâtre de la Porte-Saint-Martin